# Winkelstraat (buurtschap)
Winkelstraat is een buurtschap van Lierop in de gemeente Someren in de Nederlandse provincie Noord-Brabant. Het ligt ruim twee kilometer ten noordwesten van Lierop en drie kilometer ten zuidoosten van het dorp Mierlo.
Dorpen: Lierop · Someren · Someren-Eind · Someren-Heide

Buurtschappen: Achterbroek · Berkeindje · Boomen · Broekkant · De Hoef · De Hutten · Eindje · Gebergte · Groote Hoeven · Heieind · Heikant · Hersel · Moorsel · Oeijenbraak · Otterdijk · Slieven · Sluis 13 · Speelheuvel · Stipdonk · Vaarsel · Vaartsche Hoef · Vlas · Winkelstraat · Zomerven

Noord-Brabant: Steden en dorpen      Nederland: Provincies · Gemeenten